# Південна Борщагівка
Півде́нна Борщагі́вка, Півде́нноборщагі́вський маси́в — житловий масив у Святошинському районі міста Києва. Розташований на південно-західній околиці Києва, вздовж вулиці Симиренка, між проспектом Академіка Корольова і Кільцевою дорогою. Масив зведено на місці сіл Микільська і Братська Борщагівка. Основна забудова масиву проведена у 1980—1994 роках.

## Історія
За часів Київської Русі на південний захід від стольного граду на березі літописної річки Желані розташовувалося селище Добрий Дуб. Згідно з літописом, 11 травня 1167 року тут відбулася зустріч князів Ярополка Ізяславича та Володимира Мстиславича. Очевидно, в середині XIII століття селище знищили монгольські полчища. Татарські нашестя й спустошення Києва та околиць 1416 і 1482 років стерли ще й назву річки Желані, яка відтоді залишилася тільки в найменуванні сусіднього поселення. Натомість сам потічок 1497 стає відомим уже як Борщівка, обабіч якого розкинулися бортні та орні угіддя. Одна з таких «порожніх нив» у північно-східній та східній частинах звалася Огроновщиною, бо належала якомусь Огроновичу. З історичних джерел відомо, що він не залишив по собі нащадків і, певно, загинув під час ординського погрому.
У 1497 році великий князь литовський Олександр у своїй грамоті до київського воєводи Дмитра Путятича наказав надати ті простори ченцям Микільсько-Пустинного монастиря, і саме на них (у районі сучасних вулиць Олександра Махова, Симиренка та проспекту Академіка Корольова) потім з'явилося поселення Микільська Борщагівка.
У 1971 році село Микільська Борщагівка увійшло у межі міста Києва, а на початку 1980-х розпочалося знесення одноповерхової забудови і почалась розбудова нового житлового масиву Південна Борщагівка. Також до складу житлового масиву Південна Борщагівка відійшла відносно невелика північна частина села Братська Борщагівка.

## Географічне положення
Південна Борщагівка розташована на південно-західній околиці Києва. На північ від масиву розташований житловий масив Микільська Борщагівка, на південь — житловий масив приватної малоповерхової забудови Михайлівська Борщагівка, на схід — промзона, на захід Кільцева дорога. Поруч з житловим масивом розташоване Братське кладовище.

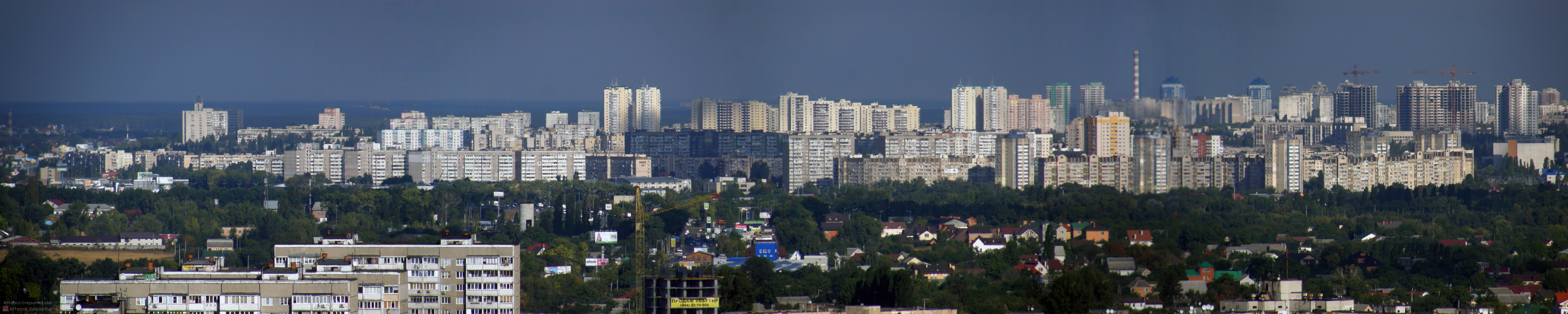
Південна Борщагівка, вид з південного сходу. Далі — Микільська Борщагівка

На Південноборщагівському масиві знаходяться два озера — перше оз. Віра (вул. Зодчих), друге — без назви (біля школи № 317 на вул. Вахтанга Кікабідзе).
В давні часи по території Південної Борщагівки протікали декілька невеликих річок. Навколо них були болота і поширена вологість. При будівництві житлового масиву усі річки були закриті в підземних колекторах.

## Культура

### Архітектура

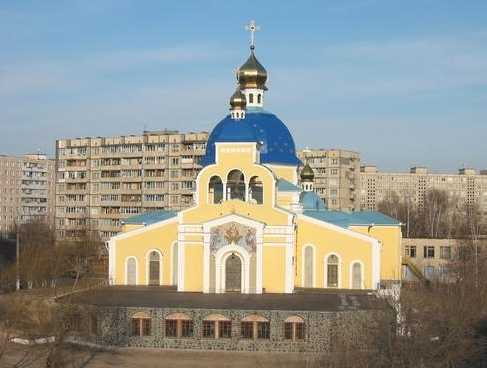
Храм Живоносного Джерела на Південній Борщагівці.

Житловий масив забудовано 9-ти, 10-ти та 16-типоверховими панельними та цегляними житловими будинками.
На масиві розташований Храм Живоносного Джерела ПЦУ, який був збудований у 1862 р., у 1968 закритий і реконструйований у 1996—2002.

### Пам'ятники та скульптури

Пам'ятник Воїнам-автомобілістам Радянської Армії, що загинули в бою.

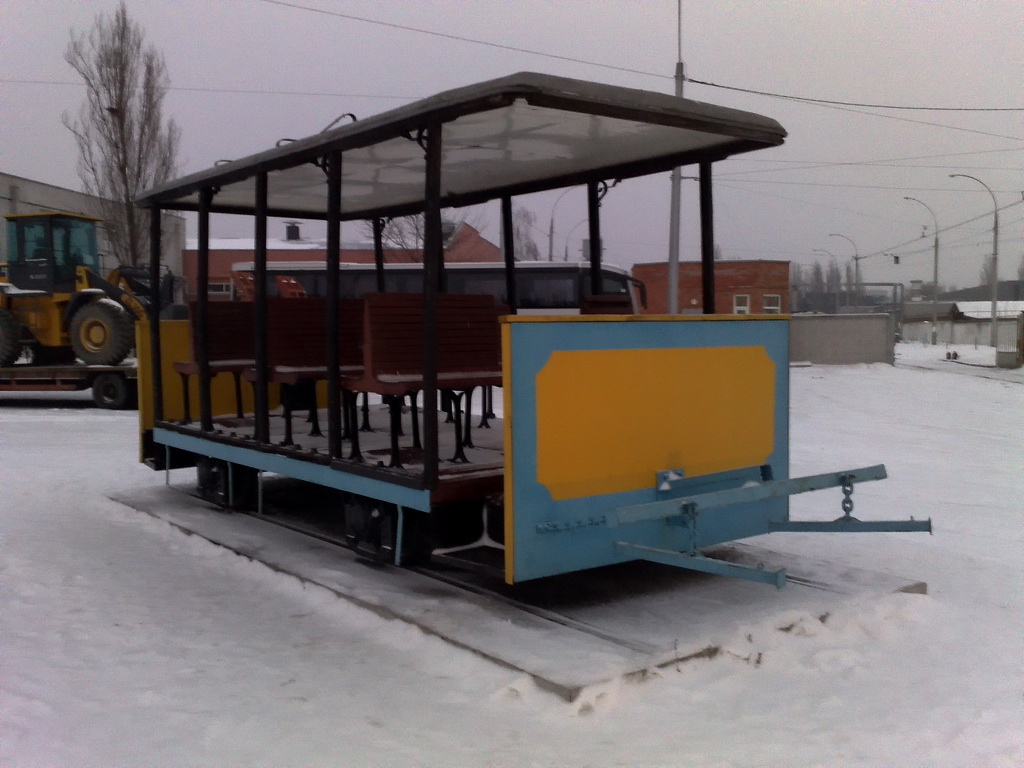
Пам'ятник кінному трамваю

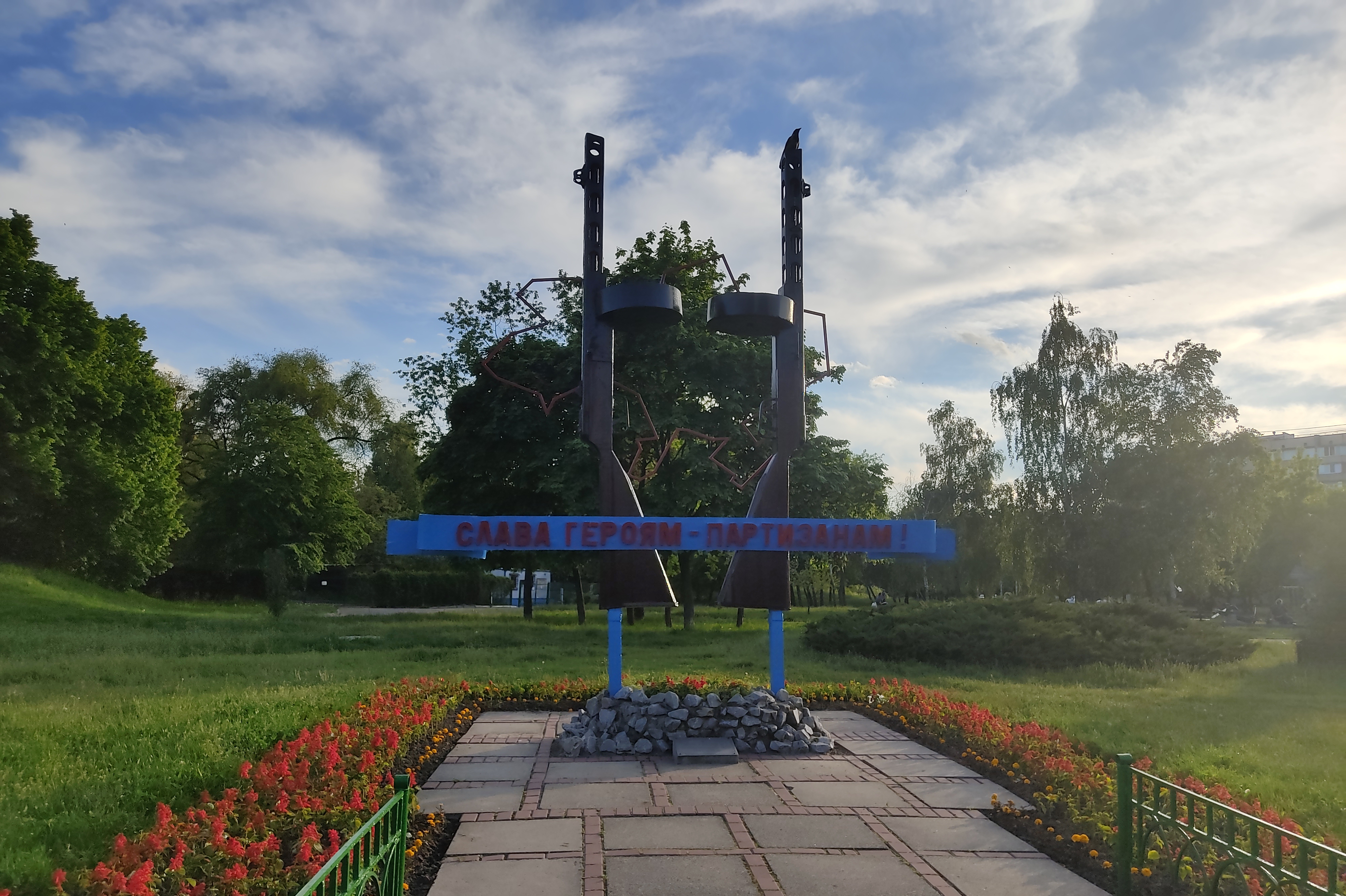
Меморіал героям-партизанам

На вулиці Симиренка знаходиться пам'ятник Воїнам-автомобілістам.
В селі Микільська Борщагівка на сучасній вулиці Симиренка 1958 року було збудовано Пам'ятник Невідомому солдату — гіпсову фігуру воїна в плащ-наметі з каскою в правій руці і з квіткою в лівій. За неповними архівними даними, у цьому селі загинуло і поховані в братській могилі 36 невідомих i 6 відомих вояків, прізвища і військові звання яких були викарбувані на могильній плиті. На жаль, ця плита до наших днів не збереглася. Коли розпочалося будівництво масиву Південна Борщагівка, з метою збереження пам'ятника, його було перенесено у двір загальноосвітньої школи № 223, що знаходиться на вулиці Олександра Махова.
Біля адміністративної будівлі Трамвайного депо імені Шевченка на просп. Академіка Корольова розташований пам'ятник трамваю, який являє собою вагон київського кінного трамвая, поставлений на невеликий постамент.
На вулиці Симиренка 7Б знаходиться меморіал героям-партизанам.

## Освіта

### Школи
- Середня загальноосвітня школа № 223 (вул. Олександра Махова, 6-Г).
- Середня загальноосвітня школа № 235 ім. В. Чорновола (вул. Велика Окружна, 1-Б).
- Спеціалізована школа № 254 (пр-т Академіка Корольова, 12-М) або гімназія «Перфект»(з 2014р).
- Середня загальноосвітня школа № 297 (вул. Олександра Махова, 3-Г).
- Середня загальноосвітня школа № 317, спеціалізована з поглибленим вивченням англійської мови (вул. Вахтанга Кікабідзе, 12).
- Спеціалізована школа № 197 імені Дмитра Луценка з поглибленям англійської мови (вул. Василя Доманицького, 12)

## Транспорт

### Автобус
На проспекті Академіка Корольова знаходиться кінцева зупинка автобусного маршруту № 2 (вул. Вахтанга Кікабідзе- вул. Шолуденка).
На вулиці Вахтанга Кікабідзе знаходиться кінцева зупинка автобусного маршруту № 9 (вул. Вахтанга Кікабідзе — станція метро «Лук'янівська»).
На вулиці Симиренка знаходиться кінцева зупинка автобусного маршруту № 23 (вул. Симиренка — вул. Салютна).
Через початкову частину вулиці Симиренка та вулицю Григоровича-Барського проходить автобусний маршрут № 90 (вул. Литвиненко-Вольгемут — площа Валерія Марченка).

### Трамвай
На вулиці Симиренка знаходиться кінцева зупинка трамвайних маршрутів № 1 (Михайлівська Борщагівка — вул. Старовокзальна) та № 2 (Михайлівська Борщагівка — Кільцева дорога).
На проспекті Академіка Корольова знаходиться Трамвайне депо імені Шевченка збудоване у 2004—2005 роках. Депо обслуговує маршрути швидкісного трамваю № 1, № 2 та № 3. До 2005 року депо знаходилось у центрі міста на вулиці Антоновича.

### Маршрутне таксі
Через Південну Борщагівку проходить багато маршруток.
На вулиці Симиренка знаходиться кінцева зупинка № 411 (вул. Симиренка — ст.м. «Палац спорту»), № 421 (вул. Симиренка — ст.м. «Почайна»), № 188 (вул. Симиренка — ст.м. «Нивки»).
На вулиці Вахтанга Кікабідзе знаходиться кінцева зупинка маршрутного таксі № 510 (вул. Вахтанга Кікабідзе — вул. Чорнобильська)
По вулиці Олександра Махова проходить маршрут № 201 (бульвар Миколи Руденка — ст.м. «Шулявська»)
Також проходить транзитний маршрут № 461 (ст.м. «Виставковий центр» — ст.м. «Святошин»), № 408 (зал.ст. Київ-Волинський — вул. Володимира Наумовича)

## Промисловість
Промислова зона біля житлового масиву простягається вздовж вулиць Пшеничної і Родини Бунґе між проспектом Академіка Корольова, вулицею Івана Дзюби та залізничною колією.
Тут знаходяться такі підприємства як Київське державне підприємство «Ізумруд» (раніше — Київська фабрика з виробництва алмазів), ЗАТ «Завод будівельних конструкцій № 1», ЗАТ «Завод спеціальних залізобетонних виробів» та ін.

## Здоров'я

### Поліклініки
- Центральна поліклініка Святошинського району (вул. Симиренка, 10).
- Дитяча поліклініка № 4 Святошинського району (вул. Симиренка, 38).

### Аптеки
- Аптека «Доброго Дня» (вул. Олександра Махова, 4, торговельний центр «Квартал») — цілодобова.
- Аптека «Доброго Дня» (вул. Вахтанга Кікабідзе, 16) — цілодобова.
- Аптека «Фармація» № 118 (вул. Вахтанга Кікабідзе, 13).
- Аптека «Доброго Дня» (вул. Кільцева дорога, 12, супермаркет «Novus»).
- Аптека «Фалбі» (вул. Симиренка, 2/19) — цілодобова.
- Аптека «Віт-Фарм» № 2 (вул. Симиренка, 10, Центральна поліклініка Святошинського району).
- Аптека «Діамед» (вул. Симиренка, 17-А).
- Аптека «Діамед» (вул. Григоровича-Барського, 5) — цілодобова.
- Аптека «Біла ромашка» (вул. Родини Бунґе, 8, супермаркет «Сільпо»).
- Аптека «Фармація» № 71 (вул. Пшенична, 16).

## Пошта
- Міське відділення поштового зв'язку № 134 (вул. Симиренка, 1/2).
- Міське відділення поштового зв'язку № 182 (вул. Симиренка, 17-А)

## Торгівля
- Ринок «Елерон» (розташований на розі вулиць Симиренка та Олександра Махова) — продовольчі, побутові товари та одяг.
- Супермаркет «Сільпо» (вул. Вахтанга Кікабідзе, 11-А) — продовольчі, побутові товари та одяг.
- Супермаркет «Сільпо» (вул. Родини Бунґе, 8, вхід з проспекту Академіка Корольова) — продовольчі та побутові товари.
- Супермаркет «АТБ» (вул. Симиренка, 17-А) — продовольчі та побутові товари.
- Торговельний центр «Квартал» (колишній Універсам № 12, вул. Олександра Махова, 4) — продовольчі, побутові товари, ювелірні вироби, меблі.
- Супермаркет «АТБ» (колишній супермаркет «Край», вул. Григоровича-Барського, 1) — продовольчі та побутові товари.
- Супермаркет «NOVUS» (вул. Кільцева дорога, 12) — продовольчі, побутові товари та одяг.
- Будівельний супермаркет «Praktiker» (вул. Кільцева дорога, 12) — будівельні та побутові товари.
- Міні-маркет ТД «Гоша» (просп. Академіка Корольова, 10) — продовольчі та побутові товари.
- Гіпермаркет «Ашан» (вул. Івана Дзюби, 17) — продовольчі, побутові товари та одяг.
- Магазин «Епіцентр Express» (вул. Івана Дзюби, 17) — техніка та побутові товари.

## Банки
- Філія Святошинського відділення Ощадбанку № 8069/0455 (вул. Симиренка, 1/2).
- Філія Святошинського відділення Ощадбанку № 8069/0515 (вул. Симиренка, 17-А).
- Відділення № 782 АТ «УкрСиббанк» (вул. Симиренка, 2/19).
- Борщагівське відділення ПАТКБ «Правекс-Банк» (вул. Симиренка, 5).

## Вулиці
- Проспект Академіка Корольова
- Вулиця Симиренка
- Вулиця Вахтанга Кікабідзе
- Вулиця Олександра Махова
- Вулиця Григоровича-Барського
- Велика Окружна вулиця
- Кільцева дорога (частково)
- Вулиця Зодчих (непарні номери)
- Вулиця Івана Дзюби (непарні номери, промислова забудова)
- Вулиця Івана Труша (малоповерхова приватна забудова в промисловій зоні біля житлового масиву)
- Пшенична вулиця (промислова забудова)
- Вулиця Родини Бунґе (промислова забудова)